# Festival de télévision de Monte-Carlo 2009
Le Festival de télévision de Monte-Carlo 2009, 49e édition du festival, s'est déroulé du 7 juin au 11 juin 2009.

## Sélection officielle
Les titres indiqués peuvent être provisoires et correspondre aux titres internationaux.

## Palmarès

### Nymphes d'or

#### Séries comiques
| Catégorie                         | Titre                    | Pays      | Récipiendaire    |
| --------------------------------- | ------------------------ | --------- | ---------------- |
| Meilleur producteur international | Fais pas ci, fais pas ça | France    |                  |
| Meilleur producteur européen      | Family Mix               | Allemagne |                  |
| Meilleur acteur                   | Fais pas ci, fais pas ça | France    | Bruno Salomone   |
| Meilleure actrice                 | Fais pas ci, fais pas ça | France    | Valérie Bonneton |

#### Séries dramatiques
| Catégorie                         | Titre      | Pays       | Récipiendaire       |
| --------------------------------- | ---------- | ---------- | ------------------- |
| Meilleur producteur international | Mad Men    | États-Unis |                     |
| Meilleur producteur européen      | Les Tudors | Irlande    |                     |
| Meilleur acteur                   | Mad Men    | États-Unis | Jon Hamm            |
| Meilleure actrice                 | Mad Men    | États-Unis | Christina Hendricks |

#### Téléfilms
| Catégorie            | Titre                                             | Pays               | Récipiendaire                 |
| -------------------- | ------------------------------------------------- | ------------------ | ----------------------------- |
| Meilleur téléfilm    | The Shooting of Thomas Hurndall                   | Royaume-Uni        |                               |
| Meilleur réalisateur | The Shooting of Thomas Hurndall                   | Royaume-Uni        | Rowan Joffé                   |
| Meilleur acteur      | Ah, You're Really Gone Now                        | Japon              | Masakazu Tamura               |
| Meilleure actrice    | La Journée de la jupe A Short Stay in Switzerland | France Royaume-Uni | Isabelle Adjani Julie Walters |

#### Mini-séries
| Catégorie           | Titre                      | Pays               | Récipiendaire    |
| ------------------- | -------------------------- | ------------------ | ---------------- |
| Meilleure minisérie | The Wolves Flesh and Bones | Allemagne Belgique |                  |
| Meilleur acteur     | House of Saddam            | Royaume-Uni        | Yigal Naor       |
| Meilleure actrice   | Whistleblower              | Irlande            | Charlene McKenna |

#### Actualités
| Catégorie                              | Titre                                                       | Pays              |
| -------------------------------------- | ----------------------------------------------------------- | ----------------- |
| Meilleur grand reportage d'actualités  | Escaping North Korea China in a Torrent: The Patient Parade | Royaume-Uni Japon |
| Meilleur reportage du journal télévisé | CBC News: Zimbabwe Election                                 | Canada            |
| Meilleure actrice                      | Sky News: Mumbai Attacks                                    | Royaume-Uni       |

### Prix de l’audience télévisuelle internationale
Ce prix représente le palmarès du nombre de téléspectateurs de l'année 2008.
| Catégorie        | Titre                   | Pays       | Audience      |
| ---------------- | ----------------------- | ---------- | ------------- |
| Série dramatique | Dr House                | États-Unis | 81,8 millions |
| Série comique    | Desperate Housewives    | États-Unis | ?             |
| Soap             | Amour, Gloire et Beauté | États-Unis | ?             |

### Prix spéciaux
| Catégorie                                         | Titre                           | Pays        |
| ------------------------------------------------- | ------------------------------- | ----------- |
| Prix spécial du prince Rainier III                | Les Damnés de la mer            | Belgique    |
| Prix AMADE-UNESCO                                 | Escaping North Korea            | Royaume-Uni |
| Prix SIGNIS                                       | The Shooting of Thomas Hurndall | Royaume-Uni |
| Prix du Comité international de la Croix Rouge    | Gaza-Sderot, Pre-War Chronicles | France      |
| Prix de la Croix-Rouge Monégasque                 | The Shooting of Thomas Hurndall | Royaume-Uni |
| Grand prix international du documentaire d’auteur | Corridor #8                     | Finlande    |